# Delta Glacier
Delta Glacier är en glaciär i Antarktis. Den ligger i Östantarktis. Nya Zeeland gör anspråk på området. Delta Glacier ligger 747 meter över havet.
Terrängen runt Delta Glacier är varierad, och sluttar brant österut. Trakten är obefolkad. Det finns inga samhällen i närheten.